# Albert Barillé

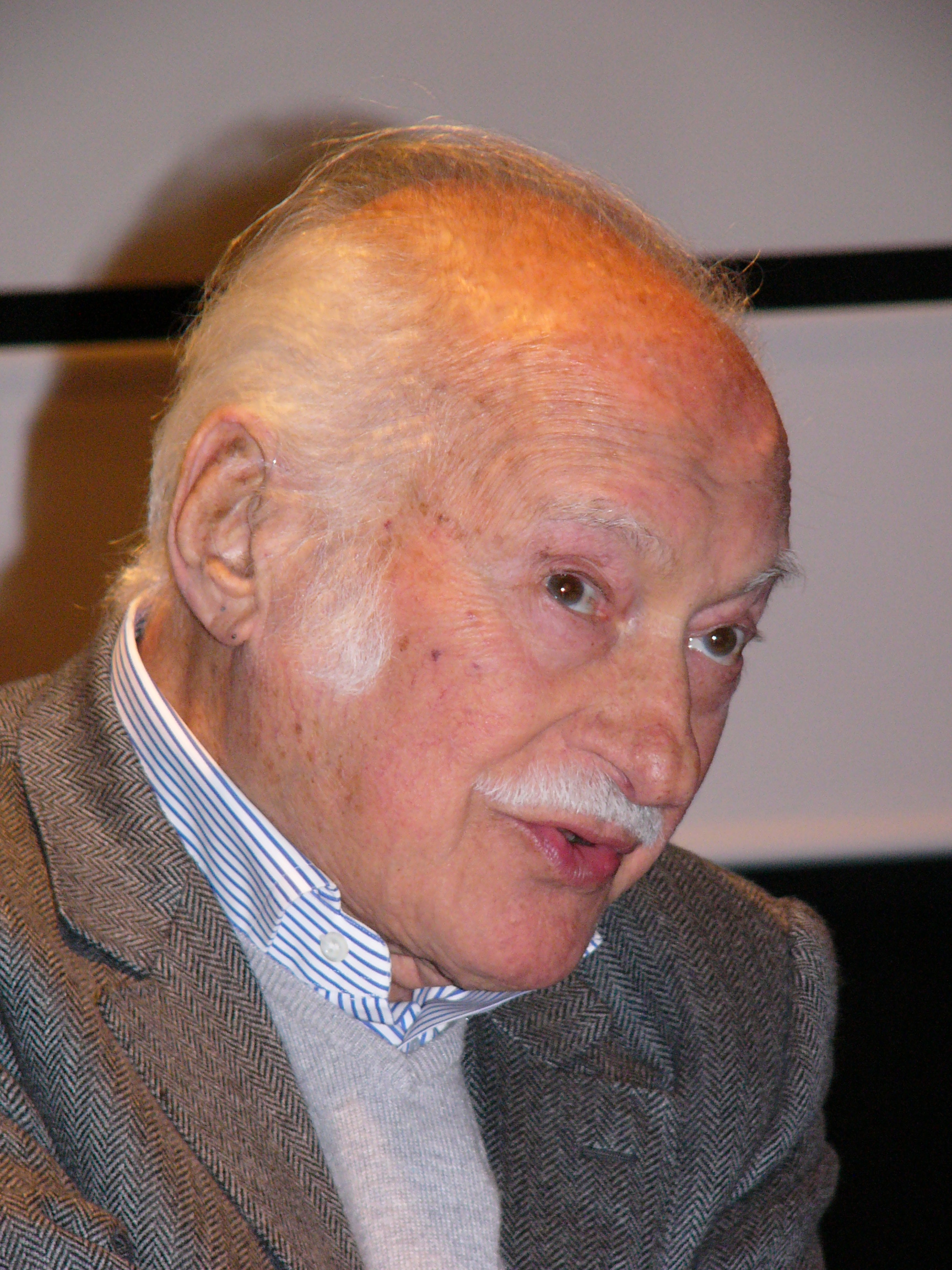
Albert Barillé im April 2007

Albert Barillé (* 14. Februar 1920 in Warschau, Polen; † 11. Februar 2009 in Neuilly-sur-Seine) war ein französischer Filmregisseur, Drehbuchautor und Trickfilmzeichner.

## Leben
Albert Barillé gründete die Filmproduktionsfirma Procidis und widmete sich seit Anfang der 1970er Jahre Trickfilmserien. Gemeinsam mit dem polnischen Regisseur Tadeusz Wilkosz zeigte er sich für Les aventures de Colargol verantwortlich. Als Figur der Stop-Motion-Serie, die zwischen 1967 und 1974 in über fünfzig 13-minütigen Folgen produziert wurde, fungierte der kleine Bär Colargol, der durch die Welt reist. Er wurde in den 1950er Jahren von Olga Pouchine erdacht. Die Serie wurde in verschiedenen europäischen Ländern ausgestrahlt, so unter anderem in Großbritannien unter dem Titel Barnaby beziehungsweise Jeremy the Bear.
Ende der 1970er Jahre konnte Barillé an den vorangegangenen Erfolg mit der Serie Es war einmal … anknüpfen. Die Zeichentrickserie stellte einen bärtigen, weisen alten Mann namens Maestro in den Mittelpunkt, der im ersten Teil (Es war einmal … der Mensch, 1978) über die Menschheitsgeschichte berichtet, worauf eine Staffel über den Weltraum erschien (Es war einmal … der Weltraum, 1982). Die dritte Staffel, die wohl auch eine der bekanntesten ist, erklärt in 26 Episoden à 26 Minuten die Vorgänge im menschlichen Körper (Es war einmal … das Leben, 1986). „Ich machte einen Western, in dem die guten weißen Blutkörperchen die hässlichen Mikroben bekämpften, um die roten Blutkörperchen zu beschützen“, so Barillé 1997 in einem Interview mit der französischen Tageszeitung Le Figaro. „Vor allem müssen wir eine Geschichte erzählen, damit nicht die besten Absichten zum toten Brief verkommen.“
Es folgten Themenserien über die Besiedelung Amerikas (Es war einmal … Amerika, 1992), über Erfinder (Es war einmal … Entdecker und Erfinder, 1994), über die großen Entdecker (Es war einmal … die Entdeckung unserer Welt, 1996) und über ökologische Themen und Herausforderungen (Es war einmal … unsere Erde, 2008). Barillé verfolgte das Ziel, mit dem Konzept Kinder gleichermaßen zu unterhalten und zu unterrichten und setzte sich alle zwei, drei Jahre an ein neues Projekt. Bis 2008 entstanden sieben Teile von Es war einmal …, die in 120 Länder verkauft wurden. Barillé vertrat die Meinung, dass sich das Fernsehen seiner sozialen Funktion bewusst werden müsse, „… nicht als Ersatz für Eltern und Lehrer, es müsse einen Gegenentwurf zur beschwichtigenden, stressigen Erwachsenenwelt geben“, so Barillé, der später den Sender TF1 für sein Kinder-Programm kritisieren sollte.
Der selbsternannte „Handwerker“ und „Humanist“ Barillé verstarb 2009 im Alter von 88 Jahren. Parallel zu seiner Filmkarriere veröffentlichte er als Buchautor viele medizinische Dokumentationen, aber auch Romane, Theaterstücke und philosophische Werke.

## Filmografie
- 1973: Les aventures de Colargol
- 1979–1981: Es war einmal … der Mensch (Il était une fois… l’Homme)
- 1982: Es war einmal … der Weltraum (Il était une fois… l’Espace)
- 1983: La revanche des humanoides
- 1986: Es war einmal … das Leben (Il était une fois… la Vie)
- 1992: Es war einmal … Amerika (Il était une fois… les Amériques)
- 1994: Es war einmal … Entdecker und Erfinder (Il était une fois… les Découvreurs)
- 1996: Es war einmal … die Entdeckung unserer Welt (Il était une fois… les Explorateurs)
- 2008: Es war einmal … unsere Erde (Il était une fois… notre Terre)

## Zitat
« Donner à nos enfants le désir de savoir, éveiller leur curiosité. Les traiter aussi en personnes à part entière, qui comprennent bien plus que ne le croient les adultes. Vous les fortifierez ainsi et ils vous en seront gré. »

„Unseren Kindern den Wunsch nach Wissen vermitteln und ihre Neugierde wecken. Sie für voll nehmen und sie als Personen behandeln, die viel mehr verstehen, als die Erwachsenen glauben. Damit werden Sie sie stärken und sie werden Ihnen dankbar sein.“